# Агвада (Порторико)
Агвада (шп. Aguada) је општина у америчкој острвској територији Порторико, острвској држави Кариба.

## Демографија
По попису из 2010. године број становника је 41.959, што је 83 (-0,2%) становника мање него 2000. године.
| Група             | 2000.          | 2010.          |
| Белци             | 244 (0,6%)     | 218 (0,5%)     |
| Афроамериканци    | 1.508 (3,6%)   | 2.226 (5,3%)   |
| Азијати           | 35 (0,1%)      | 22 (0,1%)      |
| Хиспаноамериканци | 41.747 (99,3%) | 41.701 (99,4%) |
| Укупно            | 42.042         | 41.959         |